# Bertha (Virginia Occidental)
Bertha es un área no incorporada ubicada dentro del Distrito Greenbrier River, una división civil menor del condado de Summers, Virginia Occidental, Estados Unidos. Está catalogada como un asentamiento humano por la Junta de Nombres Geográficos de los Estados Unidos.
El número de identificación (ID) asignado por el Servicio Geológico de Estados Unidos es 1553870.

## Geografía
Se encuentra a una altitud de 510 m s. n. m. (1660 pies) según el conjunto de datos de elevación nacional.